# Ferrer d'Abella
|  | Per a altres significats, vegeu «Ferrer d'Abella (militar)». |

Ferrer d'Abella (?, ? — l'Arboç, Baix Penedès, 1344) va ser un eclesiàstic, de l'orde dominicà. Va ser nomenat bisbe de Neopàtria, tot i que mai hi va anar, posteriorment bisbe de Mazzara (Sicília) i de Barcelona (1335), on va traslladar les relíquies de Santa Eulalia a la cripta de la catedral, Convocà un sínode (1339) les constitucions del qual publicà el mateix any.. Impulsà les obres de la Catedral de Barcelona on va consagrar-ne l'altar major (1337). Organitzà la casa de l'Almoina. Va morir al Penedès on feia una visita pastoral amb motiu de la presència de nuclis begards.